# Begonia lepida
Espèce
Synonymes
- Diploclinium lepidum (Blume) Miq.[1]
- Knesebeckia bracteata Hassk.[1]

Begonia lepida est une espèce de plantes de la famille des Begoniaceae.
L'espèce fait partie de la section Bracteibegonia.
Elle a été décrite en 1827 par Carl Ludwig Blume (1789-1862).

## Répartition géographique
Cette espèce est originaire du pays suivant : Indonésie.